# Cavasso Nuovo
Cavasso Nuovo (friuli nyelven Cjavàs) település Olaszországban, Friuli-Venezia Giulia régióban, Pordenone megyében. Lakosainak száma 1490 fő (2023. január 1.). Cavasso Nuovo Arba, Frisanco, Sequals, Fanna és Meduno községekkel határos.

## Népesség
A település lakossága az elmúlt években az alábbi módon változott:
| Lakosok száma | 1512 | 1533 | 1490 |
|               | 2017 | 2018 | 2023 |